# Tipula leonensis
Tipula leonensis är en tvåvingeart som beskrevs av Alexander 1920. Tipula leonensis ingår i släktet Tipula och familjen storharkrankar. Inga underarter finns listade i Catalogue of Life.